# Forskals Seewalze
Forskals Seewalze (Holothuria forskali) kommt im Mittelmeer und im nordöstlichen Atlantik von den Küsten Portugals bis Schottlands vor. Sie ist oft sehr zahlreich und lebt auf Schlammgründen oder Hartböden und in Seegraswiesen.

## Merkmale
Sie wird 15 bis 40 Zentimeter lang. Ihr Körperquerschnitt ist fast rund, die Haut ist dick, weich und klebrig. Sie löst sich leicht in Fetzen vom Körper. Die Grundfärbung ist braun. Auf dem Rücken befinden sich zahlreiche konische Papillen, die braune oder schwarze Spitzen haben. Einige sind weiß umrandet. An der Unterseite hat sie drei Reihen von Röhrenfüßchen, deren Endscheiben weiß sind. Ihre Mundtentakeln enden in sternförmigen Scheiben.
Forskals Seewalze ernährt sich von organischen Partikeln und kleinen Tieren der Meiofauna, die sie mit ihren Mundtentakeln vom Boden aufnimmt. Sie hat weiße Cuvierschen Schläuche, die sie leicht ausstößt. Außerdem kann sie, z. B. zur Abwehr des parasitischen Nadelfisch (Carapus acus) ihren Darmtrakt ausstoßen, der innerhalb weniger Wochen neu gebildet wird.